# Compuverde
Compuverde är ett företag inom IT-branschen som är inriktat på lagringslösningar av big data. Företaget grundades 1994 av Stefan Bernbo och har fortfarande, trots att det är globalt verksamt, sitt huvudkontor i Karlskrona i sydöstra Sverige. Compuverde är medlemmar i den världsomfattande ideella organisationen SNIA (Storage Networking Industry Association) vars arbete bland annat syftar till att främja spridning och forskning av lagring av big data.
Compuverdes styrelseordförande Mikael Blomqvist är en svensk entreprenör som utöver sitt uppdrag på Compuverde är styrelseledamot i Blekinge Tekniska Högskola, Krigskassan och Sparbanken Kronan. Mikael Blomqvist grundade 1989 kabel- och rörtillverkningsföretaget Roxtec.
I januari 2012 fick Compuverde tillsammans med Blekinge Tekniska Högskola och Ericsson en utmärkelse av stiftelsen för Kunskaps- och Kompetensutveckling (KK-stiftelsen) för ett forskningsprojekt om lagring av big data.

## Produkt
Compuverde har skapat en storskalig lösning för datalagring baserad på cloud computing-teknologi. En teknologi som är på väg framåt och är en viktig komponent för att göra IT-branschen mer miljövänlig, även kallad Grön IT.  Genom att använda kluster av standardiserade servrar som kan lagra 100+ petabytes möjliggör Compuverdes mjukvaruplattform för en redundant lagring av data.
| Fakta          |                                |
| -------------- | ------------------------------ |
| Typ            | Privat                         |
| Bransch        | IT                             |
| Område         | Globalt                        |
| Huvudkontor    | Karlskrona, Blekinge, Sverige  |
| Grundat        | 1994                           |
| Nyckelpersoner | Stefan Bernbo Mikael Blomqvist |